# Lago della Trinità
Der Lago della Trinità (ital. für „See der Dreifaltigkeit“) befindet sich im Freien Gemeindekonsortium Trapani auf Sizilien und ist nahezu von Nord nach Süd ausgerichtet.
Er ist ein künstlicher See auf dem Gemeindegebiet von Castelvetrano, angrenzend an das Gebiet der Mazara del Vallo, zu dem er einen zirka 600 Meter langen Küstenstreifen besitzt. Ganz im Süden staut eine etwa 250 Meter lange Mauer den See, der von Norden her gespeist wird.
Der Erddamm wurden in der zweiten Hälfte der 1950er Jahre errichtet. Das Wasser wird für die Trinkwasserversorgung der Gemeinden Campobello di Mazara, Mazara del Vallo und Castelvetrano genutzt. Durch Abholzung größerer Waldflächen im Oberlauf des Delia und der damit einher gehenden Bodenerosion sind bereits größere Flächen des nördlichen Seeabschnittes verlandet, das eine Einschränkung des Fassungsvermögens zur Folge hat.